# Павловская-Боровик, Вера Ильинична
Вера Ильинична Павловская-Боровик (1886—1975) — русская и советская оперная и драматическая певица (лирико-драматическое сопрано), также педагог; Заслуженная артистка Кабардино-Балкарской АССР (1951).
Обладала ровным и сильным голосом «серебристого» тембра. Репертуар певицы включал 26 партий.

## Биография
Родилась 21 сентября (3 октября) 1886 года в селе Чёрмоз Соликамского уезда Пермской губернии в семье горного инженера Николая Павловского.
Обучалась в Петербургской школе сценического искусства, которую окончила в 1910 году; одновременно брала уроки пения у И. Прянишникова и Ф. Литвин. В 1909 году впервые выступила в Петербургском музыкально-драматическом кружке в партии Маргариты («Фауст»). В 1910 году гастролировала в Самаре, Пскове, Гельсингфорсе (ныне Хельсинки), Копенгагене. В 1911 году выступила в концерте (вместе с А. Смирновым) в Вятке; в этом же году дебютировала на сцене Петербургского Народного дома.
В 1912 году Вера Ильинична была приглашена в оперную труппу города Гамбурга и с успехом пела в «Кармен» (будучи партнёршей Энрике Карузо); выступала в роли Неаполитанки в «Ожерелье Мадонны» и в роли Татьяны в «Евгении Онегине» (партию исполняла на немецком языке). Вернувшись в 1913 году в Россию, певица выступала в Екатеринбурге, исполнив заглавную партию в «Таис» на французском языке. С 1914 года и до Октябрьской революции работала солисткой петроградского Мариинского театра, дебютировав в партии Маргариты («Фауст»). Позже пела в провинции. Записывалась на грампластинки Петербурге (РАОГ, 1912 год; «Граммофон», 1913 год).
В 1920—1925 годах выступала в Первом передвижном драматическом театре под руководством П. П. Гайдебурова. С 1920 года также вела концертную и педагогическую деятельность. С 1925 года выступала в концертах Клуба друзей камерной музыки (в ансамбле с пианисткой И. Миклашевской) и в рабочих клубах. Выступала на концертной эстраде до 1930 года. В 1933—1960 годах преподавала сольное и камерное пение в Ленинградской консерватории (с 1953 года — профессор). В 1938—1941 годах Павловская-Боровик была сотрудником Научно-исследовательского отдела Ленинградского института театра, музыки и кинематографии. Во время блокады Ленинграда находилась в городе, выступала в госпиталях и воинских подразделениях.
Умерла 23 ноября 1975 года в Ленинграде. Прах В. И. Павловской-Боровик захоронен на Большеохтинском кладбище в могиле Б. А. Альмедингена.
В личных архивных фондах государственных хранилищ СССР и в РГАЛИ имеются документы, относящиеся к В. И. Павловской-Боровик.

## Награды и звания
- Орден Трудового Красного Знамени (17 ноября 1949)[6].
- Заслуженная артистка Кабардино-Балкарской АССР (1951).